# Лонгтаун (Мисури)
Лонгтаун (енгл. Longtown) град је у америчкој савезној држави Мисури.

## Демографија
По попису из 2010. године број становника је 102, што је 26 (34,2%) становника више него 2000. године.
| Група             | 2000.      | 2010.       |
| Белци             | 75 (98,7%) | 100 (98,0%) |
| Афроамериканци    | 0 (0,0%)   | 0 (0,0%)    |
| Азијати           | 0 (0,0%)   | 0 (0,0%)    |
| Хиспаноамериканци | 1 (1,3%)   | 2 (2,0%)    |
| Укупно            | 76         | 102         |